# 列氏雅羅魚
列氏雅罗鱼（学名：Leuciscus lehmanni）为輻鰭魚綱鯉形目雅羅魚科雅罗鱼属的鱼类。分布於俄羅斯聯邦，體長可達20.4公分，棲息在中底層水域，生活習性不明。

## 扩展阅读
維基物種上的相關：列氏雅罗鱼